# Otmar Szafnauer
Otmar Szafnauer, född 13 augusti 1964, är en rumänskfödd amerikansk ingenjör. Han är före detta racerförare och var senast stallchef för det franska Formel 1-stallet Alpine F1.
Han avlade en kandidatexamen i elektroteknik vid Wayne State University och en master of business administration vid University of Detroit. Efter studierna fick han arbete på biltillverkaren Ford Motor Company, samtidigt som han var där tävlade han i Formel Ford mellan 1991 och 1995. 1998 fick han en förfrågan om att arbeta som COO för British American Racing (BAR), han var där fram till 2001 när han blev handplockad av stallchefen Bobby Rahal till att inneha samma roll i Jaguar Racing. Bara en vecka senare fick Rahal sparken och Szafnauers anställning hos Jaguar verkställdes aldrig. Bara några månader senare började han arbeta hos Honda F1 som vicepresident och var där fram till 2008. Ett år senare började han arbeta för Force India och återigen som COO. I juli 2018 gick Force India i konkurs men räddades i augusti av bland annat Lawrence Stroll. Stallet fick namnet Racing Point Force India och de utsåg samtidigt Szafnauer till ny stallchef. Han blev senare även VD för stallet. I januari 2020 meddelades det att Racing Point skulle ersättas av Aston Martin F1 från och med 2021 och Szafnauer fortsatte som VD och stallchef för det nya stallet. Han innehade denna position fram till januari 2022, när Aston Martin F1 meddelade att Szafnauer skulle lämna stallet. Den 17 februari blev han utsedd som ny stallchef för Alpine F1. Den 28 juli 2023 meddelade Alpine att Szafnauer skulle lämna F1-stallet efter att Belgiens Grand Prix 2023 var färdigkörd.